# Aspona
Aspona (łac. Diœcesis Asponitanus) – stolica historycznej diecezji w Cesarstwie Rzymskim (prowincja Galacja), współcześnie w Turcji. Była sufraganią metropolii ancyrskiej. Wzmianki o biskupach pochodzą z IV–IX wieku. Od 1933 wieku katolickie biskupstwo tytularne, od 1978 wakujące.

## Biskupi tytularni
| Lp. | Biskup               | Od              | Do               |
| --- | -------------------- | --------------- | ---------------- |
| 1   | Vicente Posada Reyes | 12 czerwca 1950 | 19 stycznia 1961 |
| 2   | Carlo Re IMC         | 10 lutego 1961  | 12 sierpnia 1978 |